# Terry McLaurin
(en) Statistiques sur pro-football-reference
Terry McLaurin, né le 15 septembre 1995 à Indianapolis, est un joueur américain de football américain. Il joue wide receiver pour les Commanders de Washington (ex Redskins et Washington Football Team) en National Football League (NFL).